# L'Azalée blanche
 (août 2023).
Si vous disposez d'ouvrages ou d'articles de référence ou si vous connaissez des sites web de qualité traitant du thème abordé ici, merci de compléter l'article en donnant les références utiles à sa vérifiabilité et en les liant à la section « Notes et références ».
L'Azalée blanche est un recueil de nouvelles de l'auteur sud-coréen Yi Chong-jun paru en 2000. Les récits traitent, sous un mode pseudo-autobiographique, de la relation compliquée entre une mère et son fils qui a quitté la campagne pour tenter sa chance à la ville. Sa quête se décline en neuf nouvelles suivies d'une postface du traducteur détaillant les difficultés relationnelles entre d'une part l'auteur qui a quitté très tôt son village natal, et d'autre part sa mère possessive. 

## Résumé

### Chemin de neige
Après une très longue absence, un homme rends visite à sa mère en compagnie de son épouse. Elle habite une toute petite maison d’une pièce, dont elle a un peu honte devant sa belle-fille. Son frère aîné, alcoolique, après avoir succédé au défunt père en tant que chef de famille, a revendu leur ancienne maison ainsi que tous les terrains dont ils disposaient. La situation est assez compliquée. Le fils n’a qu’une envie, celle de quitter les lieux et de repartir à Séoul. Voulant partir tôt le lendemain, il se couche de bonne heure. Faisant mine de dormir, il entend sa mère raconter à sa femme la douloureuse histoire de sa séparation d’avec son fils, et son retour à la maison seule à travers le chemin enneigé, après avoir déposé son chérubin à la station la plus proche.

### Les oiseaux pleurent
Jemin était en troisième année de lycée, logé chez M. K, lorsque sa mère lui avait demandé de revenir au village pour soi-disant parler, peu de temps après que l’aîné avait revendu la maison familiale de Coin de chêne. À chaque fois qu’il revenait dans le village, il devait chercher dans quel village et chez qui se trouvait sa mère, attendant parfois pendant de longues heures de croiser quelqu’un de sa connaissance pour avoir les renseignements.
À nouveau de retour alors qu’il est en deuxième année d’université, il promet à sa mère de récupérer la terre des ancêtres sur laquelle celle-ci devrait être enterrée.
Lorsque, plusieurs années plus tard, il revient au village pour tenter de refaire l’acquisition du lopin de terre, la veuve Yan lui apprend, non sans lui faire quelques reproches, que sa mère est décédée. 

### Cerf-volant,Variation pour l’oiseau et ma mère 1
La tristesse de la mère Yangsan de voir son fils cesser de jouer au cerf-volant et de quitter le village pour aller tenter sa chance en ville.

### Histoire de l’oiseau de pluie,Variation pour l’oiseau et ma mère 2
Pi pi, c’est le chant de l’oiseau de pluie, un oiseau sans nid, qui chante du printemps à l’automne. La mère ne l’a jamais qu’entendu. Elle peut enfin l’apercevoir le jour où, après trente ans, son fils rentre de la ville...	

## La grue,Variation pour l’oiseau et ma mère 3
Âgée de soixante sept ans, une mère atteinte de pneumonie refuse d’être hospitalisée. Tel un jeune enfant, son fils s’endort auprès d’elle. Dans son rêve, il voit sa mère devenir une grue, tout comme son père. Ainsi, va-t-elle désormais pouvoir rejoindre son époux. Soudain, le fils se réveille, mais jamais plus la mère ne le fera.

### Je vous montre les étoiles!
Le personnage principal est un ancien camarade d’Université poissard étudiant en astronomie qui n’a aucun scrupule à voler ceux qu’il connaît. Malgré tout, les autres restent liés d’amitié avec lui. Un soir où est organisée une cérémonie en son honneur, puisqu’il est prévu qu’il quitte la Corée pour l’Europe une seconde fois, il emmène un camarade en barque au milieu du fleuve Han, et y jette son télescope, dévoilant simultanément à son ami que les études en Grande-Bretagne sont un mensonge.

### L’azalée blanche
Un couple s’installe dans une maison du quartier Ch’ongdam. Dans le jardin, ils sont frappés par la beauté d’une azalée blanche qui fleurit chaque année en débordant jusque sur la rue. Quelques années plus tard, ils reconnaissent également une femme d’un certain âge, qui vient vendre des plantes sauvages comestibles devant la maison, mais uniquement lors de la floraison de l’azalée. Un beau jour, ils décident d’aller à sa rencontre et découvrent qu’elle est une ancienne habitante de leur maison. Elle revient par nostalgie sur les lieux car l’azalée lui rappelle sa famille dispersée par la guerre de Corée. Elle espère que les membres restés au Nord parviendront à franchir la frontière et retrouveront le chemin de la maison. Le couple lui propose de venir chaque année passer un peu de temps auprès de l’arbuste. Ce qu’elle fait volontiers pendant quelque temps. Mais, une année, la dame ne revient pas, et ne revient plus non plus les années suivantes. Le couple pense qu’elle n’est plus de ce monde, car la dernière fois qu’elle est apparue, elle avait l’air très malade.

### L’idiot et l’homme blessé
Un chirurgien qui a raté une opération délicate sur une fillette. Son premier échec. Il sombre dans l’alcoolisme et reste reclus dans sa chambre à écrire un roman. Plus jeune, il avait été soldat dans la guerre de Corée. Il s’était retrouvé à fuir alors que son bataillon était en pleine débâcle. Son roman semble raconter cette histoire. C’est ce que pense son frère qui a fouillé dans ses affaires et est tombé sur le manuscrit. Parallèlement, ce même frère peint une toile dont il pense l’évolution liée à celle du roman. Dans ce récit, le soldat Kim, souffre-douleur du sergent Kwanmo, est blessé au niveau du bras qui se nécrose alors qu’il s’est réfugié dans une grotte avec Kwanmo et le futur chirurgien. Kwanmo tue Kim puis est tué par le futur chirurgien. Hyein, une ancienne élève du frère peintre avec lequel elle a eu une liaison, annonce à celui-ci son mariage prochain et l’invite à la cérémonie, mais il n’ira pas. Le frère chirurgien, qui connaît également Hyein, est lui aussi invité, et rencontrera Kwanmo en marge du mariage de celle-ci. Mais l’ancien sergent ne le reconnaît pas. Ainsi, le récit du chirurgien se révèle être inventé de toutes pièces.

### Miryang, histoire d’insectes
Aram est un enfant handicapé physique. Il est atteint d’une infirmité à la jambe. Il est en quatrième année d’école primaire et suit des cours supplémentaires dans un institut de boulier. Mais, un soir, ce petit garçon sans histoire ne revient pas chez lui. Des recherches sont engagées, mais n’aboutissent pas. Trois mois après sa disparition, son corps est retrouvé par hasard par un ouvrier dans le sous-sol d’un bâtiment destiné à être détruit. Son meurtrier se révèle être le directeur de l’institut, Kim Tosŏp lui-même, premier suspect qui finit par avouer son crime à la police. Le deuil est difficile pour les parents d’Aram, particulièrement pour sa mère qui est prise en charge par la diaconesse Kim, une voisine très croyante qui tente de l’aider en favorisant sa conversion à sa propre religion. Ceci fonctionne plus ou moins. La maman d’Aram tente même de rencontrer l’assassin de son fils pour lui accorder le pardon, mais n’y arrive pas. Finalement, après l’exécution de Kim Tosŏp, elle se donne la mort en avalant les médicaments de son mari.